# Eucalyptus algeriensis
Eucalyptus algeriensis är en myrtenväxtart som beskrevs av Trabut. Eucalyptus algeriensis ingår i släktet Eucalyptus och familjen myrtenväxter. Inga underarter finns listade i Catalogue of Life.